# زوطر الشرقیة
زوطر الشرقیة (به عربی: زوطر الشرقیة) یک منطقهٔ مسکونی در لبنان است که در استان نبطیه واقع شده‌است.